# Виль-сюр-Озон
Виль-сюр-Озо́н (фр. Villes-sur-Auzon) — коммуна во французском департаменте Воклюз региона Прованс — Альпы — Лазурный Берег. Относится к кантону Мормуарон.	

## Географическое положение

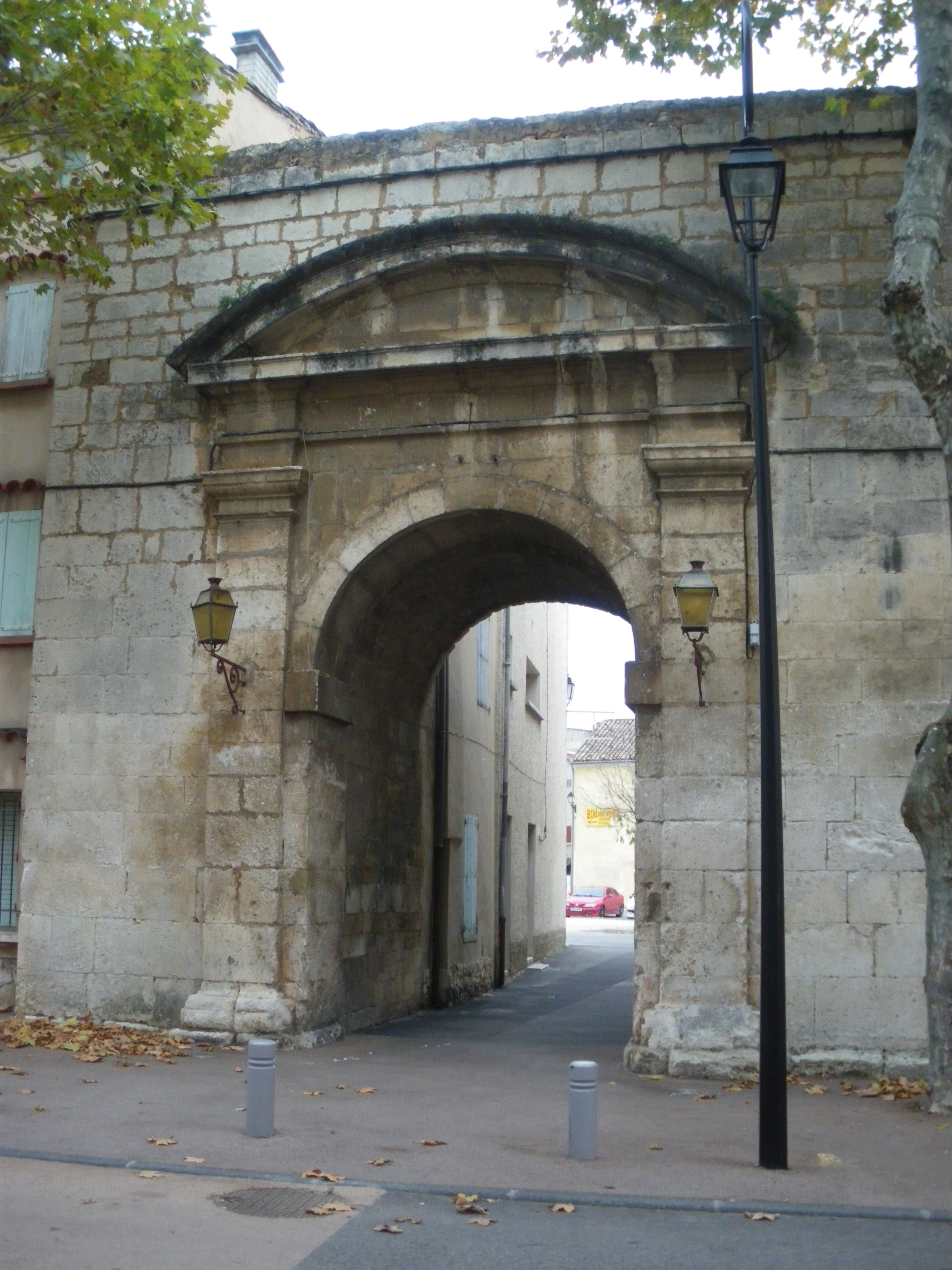
Виль-сюр-Озона. Старые ворота города.

Виль-сюр-Озон расположен в 36 км к востоку от Авиньона. Соседние коммуны: Флассан на севере, Метами на юге, Бловак на юго-западе, Мормуарон на западе.
Находится к юго-востоку от Мон-Ванту недалако от Нескского ущелья.

## Гидрография
Коммуна стоит на реке Озон.

## Демография
| Год  | Численность | Численность |
| ---- | ----------- | ----------- |
| 2013 | 1308        |             |
| 2015 | 1321        | [ 5 ]       |
| 2016 | 1336        | [ 6 ]       |
| 2017 | 1287        | [ 7 ]       |
| 2018 | 1282        | [ 8 ]       |
| 2019 | 1284        | [ 9 ]       |
| 2020 | 1273        | [ 10 ]      |
| 2021 | 1279        | [ 11 ]      |
| 2022 | 1292        | [ 3 ]       |

## Достопримечательности
- Церковь Сент-Андре, XIX век, заменила бывшую примитивную романскую церковь.
- Часовня Нотр-Дам-де-Мизерикорд, XVII—XVIII века.
- Многочисленные фонтаны у здания мэрии и ворот, бывший лавуар.